# Hedblomsterstävmal
Hedblomsterstävmal, Ptocheuusa inopella är en fjärilsart som först beskrevs av Philipp Christoph Zeller 1839.  Hedblomsterstävmal ingår i släktet Ptocheuusa, och familjen stävmalar. Enligt den svenska rödlistan är arten starkt hotad, EN, i Sverige. Arten har hittats från Sydsverige till Frankrike och österut till Grekland och Östeuropa. I norra Afrika och i Mellersta Östern finns också fynd. I Danmark är arten funnen på södra Jylland och Själland, från Lolland-Falster-Mön finns äldre fynd. I Sverige har arten bara hittats i Skåne och Blekinge. Det blekingska fyndet (sandfält på Listerlandet) är från 1938–39 där arten hittades av Per Benander och blev ny för landskapet. Inga underarter finns listade i Catalogue of Life.

## Bildgalleri

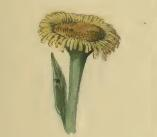
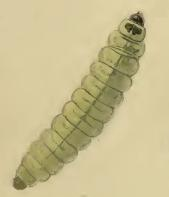